# Club Atlético River Plate 1991-1992
Questa voce raccoglie le informazioni riguardanti il Club Atlético River Plate nelle competizioni ufficiali della stagione 1991-1992.

## Stagione
Sempre sotto la guida di Passarella in panchina, il River Plate. L'Apertura 1990 vide il River giungere secondo in classifica, due punti dietro i campioni del Newell's Old Boys, mentre nel Clausura 1991 la squadra si posiziona 10ª, non riuscendo pertanto a qualificarsi alla Liguilla Pre-Libertadors. In Coppa Libertadores 1991 il River è incluso nel Gruppo 1 della prima fase, con i connazionali del Boca Juniors e i boliviani Bolívar e Oriente Petrolero. In sei partite la squadra raccoglie 2 vittorie, 1 pareggio e 3 sconfitte, terminando così all'ultimo posto e mancando la qualificazione alla fase a eliminazione diretta.

## Maglie e sponsor
Lo sponsor tecnico per la stagione 1991-1992 è Adidas, mentre lo sponsor ufficiale è Carta Credencial.
| Casa | Trasferta |

## Rosa
| N. |                      | Ruolo | Calciatore          |
| -- | -------------------- | ----- | ------------------- |
|    | Argentina (bandiera) | P     | Rodrigo Burela      |
|    | Argentina (bandiera) | P     | Ángel Comizzo       |
|    | Argentina (bandiera) | P     | José Miguel         |
|    | Argentina (bandiera) | D     | Fabián Basualdo     |
|    | Argentina (bandiera) | D     | Fernando Cáceres    |
|    | Argentina (bandiera) | D     | Diego Cocca         |
|    | Argentina (bandiera) | D     | Roberto Clerico     |
|    | Argentina (bandiera) | D     | Carlos Enrique      |
|    | Argentina (bandiera) | D     | Jorge Gordillo      |
|    | Argentina (bandiera) | D     | Jorge Higuaín       |
|    | Argentina (bandiera) | D     | Pablo Lavallén      |
|    | Argentina (bandiera) | D     | Guillermo Rivarola  |
|    | Argentina (bandiera) | D     | Juan Amador Sánchez |
|    | Argentina (bandiera) | C     | Matías Almeyda      |

| N. |                      | Ruolo | Calciatore           |
| -- | -------------------- | ----- | -------------------- |
|    | Argentina (bandiera) | C     | Sergio Berti         |
|    | Argentina (bandiera) | C     | Javier Claut         |
|    | Argentina (bandiera) | C     | Hernán Díaz          |
|    | Argentina (bandiera) | C     | Alberto Garay        |
|    | Argentina (bandiera) | C     | Ariel Ortega         |
|    | Argentina (bandiera) | C     | Diego Siciliano      |
|    | Argentina (bandiera) | C     | Claudio Spontón      |
|    | Argentina (bandiera) | C     | Julio César Toresani |
|    | Argentina (bandiera) | C     | Gustavo Zapata       |
|    | Argentina (bandiera) | A     | Oscar Acosta         |
|    | Uruguay (bandiera)   | A     | Rubén Da Silva       |
|    | Argentina (bandiera) | A     | Ramón Díaz           |
|    | Argentina (bandiera) | A     | Ramón Medina Bello   |
|    | Argentina (bandiera) | A     | Walter Silvani       |

## Statistiche

### Statistiche di squadra
| Competizione          | Punti | Totale | Totale | Totale | Totale | Totale | Totale | DR  |
| Competizione          | Punti | G      | V      | N      | P      | Gf     | Gs     | DR  |
| --------------------- | ----- | ------ | ------ | ------ | ------ | ------ | ------ | --- |
| Campionato - Apertura | 31    | 19     | 14     | 3      | 2      | 33     | 11     | +22 |
| Campionato - Clausura | 24    | 19     | 8      | 8      | 3      | 31     | 22     | +9  |
| Libertadores          | -     | 6      | 2      | 1      | 3      | 10     | 12     | -2  |
| Totale                | -     |        |        |        |        |        |        | -   |